# Kulmbach
Kulmbach är en stad i delstaten Bayern i Tyskland och huvudort i Landkreis Kulmbach i Regierungsbezirk Oberfranken. Folkmängden uppgår till cirka 26 000 invånare, på en yta av 93 kvadratkilometer. Staden är bland annat känd för sin variant av Bratwurst (Kulmbacher Bratwurst), Kulmbacherbryggeriet och fästningen Plassenburg. 
Kulmbach omtalas första gången 966, tillföll efter växlande öden 1338 Nürnbergs borggrevar av huset Hohenzollern. 1417-1603 var Kulmbach residens för markgrevarna av Brandenburg-Kulmbach, tillhörande Hohenzollerns frankiska linje. 1810 tillföll Kulmbach Bayern.

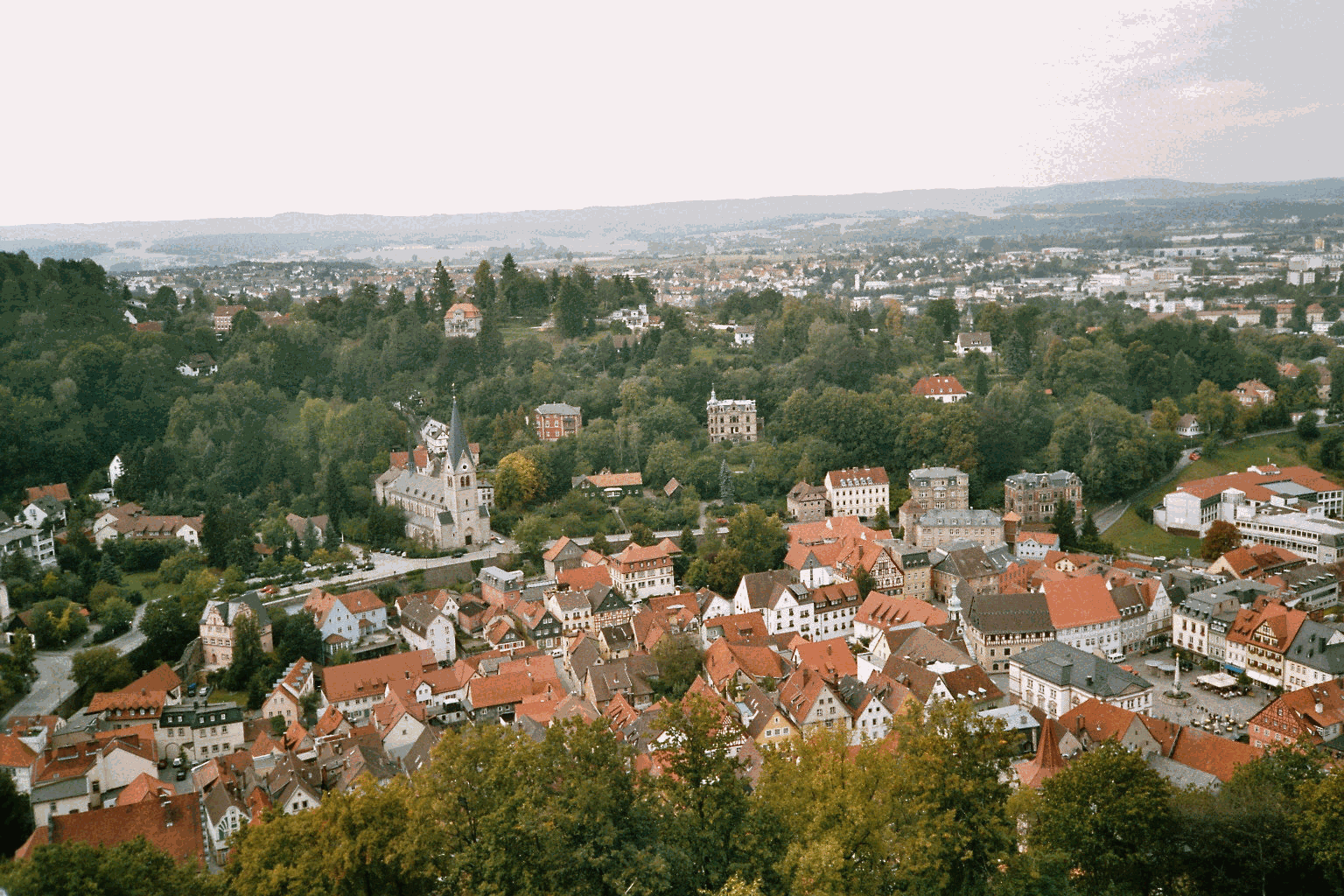
Vy över Kulmbach.